# Едлиц
Е́длиц или Йе́длица (нем. Jiedlitz; в.-луж. Jědlica) — деревня в Верхней Лужице, Германия. Входит в состав коммуны Буркау района Баутцен в земле Саксония. Подчиняется административному округу Дрезден.

## География
Соседние населённые пункты: на севере — деревня Новы-Двор, на востоке — деревня Малы-Восык, на юге — деревня Горни-Вуезд и на западе — деревня Буковц.
Деревня не входит в официальную Лужицккую поселенческую область.

## История
Впервые упоминается в 1355 году под наименованием Gedelicz.
С 1974 по 1994 года входила в состав коммуны Кляйнхенхен. С 1994 года входит в современную коммуну Буркау.
Исторические немецкие наименования:
- Gedelicz, 1355
- Jedlitz, 1374
- Gedelicz, 1534
- Jedlitz, 1580
- Jiedlitz, 1658
- Giedlitz, Idlitz, Jüdlitz, 1791

## Население
Согласно статистическому сочинению «Dodawki k statisticy a etnografiji łužickich Serbow» Арношта Муки в 1884 году в деревне проживало 171 человек (из них — 136 серболужичанина (80 %)).
| 1834 | 1871 | 1890 | 1910 | 1925 | 1939 | 1950 | 1964 | 2011 |
| ---- | ---- | ---- | ---- | ---- | ---- | ---- | ---- | ---- |
| 120  | 155  | 162  | 170  | 156  | 163  | 221  | 167  | 179  |

## Достопримечательности
Памятники культуры и истории земли Саксония
- Амбар и ограждение из гранита, ул. Kurze Straße 1, XIX век (№ 09289455);
- Жилой дом и правое здание, ул. Kurze Straße 7, 1856 год (№ 09289454);
- Господский дом бывшей усадьбы, ул. Lindenstraße 8, 1685 год (№ 09289451);
- Конюшня, ул. Lindenstraße 20, вторая половина XIX века (№ 09289453).